# Ludwik Fleck
Ludwik Fleck, por vezes grafado como Ludwig (Leópolis, 31 de Julho de 1896 — Ness-Ziona, Israel, 5 de Julho de 1961) foi um médico e biólogo polaco, que criou na década de 1930 o conceito de «pensamento colectivo». O conceito é importante em história, filosofia e sociologia da ciência pois ajuda a compreender como as ideias científicas se modificam ao longo do tempo. Este conceito é semelhante e precursor das noções posteriores de paradigma (de Thomas Kuhn) e de épistème (de Michel Foucault).

## Vida
Fleck nasceu em Leópolis, actualmente pertencente à Ucrânia, e cresceu na província austríaca de Galícia. Concluiu os estudos no liceu polaco em 1914 e inscreveu-se na Universidade Jan Kazimierz de Leópolis, onde concluiu a licenciatura em medicina. Em 1920, tornou-se assistente do famoso especialista em febre tifóide Rudolf Weigl, nomeado para a cátedra de Biologia na Universidade de Leópolis em 1921. De 1923 a 1935, ele trabalhou, primeiro no Departamento de Medicina Interna do Hospital Geral de Leópolis e, depois, tornou-se Director do Laboratório Bacteriológico da autoridade local de segurança social. Desde 1935, trabalhou no laboratóro bacteriológico privado que tinha fundado anteriormente.
Com a ocupação de Leópolis pela Alemanha nazi, Fleck foi deportado com a sua mulher, Ernestina Waldman, e o filho Ryszard para o gueto judeu da cidade. Continuou a sua pesquisa no hospital e desenvolveu um novo processo para obter uma vacina a partir da urina dos doentes com tifo. Quando os alemães souberam do seu trabalho, Fleck e a sua família foram presos, em Dezembro de 1942, e deportados para a Laokoon-Pharmazeutische Fabrik para produzir soro anti-tifo. A 7 de Fevereiro de 1943, foram novamente presos e enviados para o campo de concentração de Auschwitz. A sua tarefa consistia em diagnosticar sífilis, tifo e outras doenças, utilizando testes serológicos. Fleck esteve preso no campo de concentração de Buchenwald, desde Dezembro de 1943 até à libertação da Polónia, em 11 de Abril de 1945.
Entre 1945 e 1952, dirigiu o Instituto de Microbiologia da Escola de Medicina da Universidade Maria Sklodowska-Curie de Lublin. Em 1952, mudou-se para Varsóvia, para se tornar director do Departamento de Microbiologia e Imunologia do Instituto Estatal Materno-Infantil. Em 1954, foi eleito membro da Academia das Ciências da Polónia. A pesquisa de Fleck, durante esses anos, centrou-se no comportamento dos leucócitos em situações de infecção e de stress. Entre 1946 e 1957, publicou 87 artigos médicos e científicos em revistas polacas, francesas, inglesas e suíças. Em 1951, Fleck recebeu o Prémio Nacional por Realizações Científicas e, em 1955, a Cruz de Oficial da Ordem do Renascimento da Polónia.
Em 1956, depois de um ataque cardíaco e de descobrir que sofria de um linfoma, Fleck emigrou para Israel, onde lhe criaram um lugar no Instituto Israelita para a Pesquisa Biológica. Morreu em 1961, com um segundo ataque cardíaco. Tinha 64 anos de idade.
Para além do seu trabalho no âmbito da microbiologia, Fleck escreveu o livro Génese e desenvolvimento de um facto científico. Para ele, em ciência, a verdade é um ideal impossível de atingir, porque os investigadores se encontram presos em pensamentos colectivos (ou estilos de pensamento). Ele considerou que o desenvolvimento das ideias científicas não é unidireccional e não consiste na mera acumulação de nova informação, mas também na derrubada das ideias antigas. Esta abordagem é actualmente conhecida por "construtivismo social". O Prémio Ludwig Fleck, criado em 1992 pela Society for Social Studies of Science (4S), é atribuído anualmente ao melhor livro no âmbito dos estudos sobre a ciência e a tecnologia.

## Influência na epistemologia
As ideias de Fleck a cerca do conhecimento são utilizadas em alguns trabalhos como referencial teórico para a pesquisa no ensino na área de saúde, sobre a natureza da ciência e suas contribuições também abarcam análises históricas sobre a produção técnico-científica de cientistas. É possível ainda estabelecer algumas relações de seu pensamento com outros autores como por exemplo Mikhail Bakhtin.

## Coletivos de pensamento
Fleck escreveu que o desenvolvimento da verdade na pesquisa científica era um ideal inatingível, pois diferentes pesquisadores estavam presos a "coletivos de pensamento" (ou estilos de pensamento). Isso significa "que uma observação pura e direta não pode existir: no ato de perceber objetos, o observador, ou seja, o sujeito epistemológico, é sempre influenciado pela época e pelo ambiente a que pertence, isto é, pelo que Fleck chama de estilo de pensamento".  O estilo de pensamento em todo o trabalho de Fleck está intimamente associado ao estilo representacional. Um "fato" era um valor relativo, expresso na linguagem ou simbolismo do coletivo de pensamento ao qual pertencia, e sujeito à estrutura social e temporal desse coletivo. Ele argumentou, no entanto, que dentro do estilo cultural ativo de um coletivo de pensamento, as reivindicações ou fatos de conhecimento eram restringidos por elementos passivos decorrentes das observações e experiências do mundo natural. Essa resistência passiva da experiência natural representada dentro dos meios estilizados do coletivo de pensamento poderia ser verificada por qualquer pessoa aderente à cultura do coletivo de pensamento e, assim, os fatos poderiam ser acordados dentro de qualquer estilo de pensamento particular.  Assim, embora um fato possa ser verificável dentro de sua própria coletividade, ele pode ser inverificável em outros. Ele sentia que o desenvolvimento de fatos e conceitos científicos não era unidirecional e não consistia apenas em acumular novas informações, mas às vezes exigia a mudança de conceitos antigos, métodos de observações e formas de representação. Essa mudança de conhecimento prévio é difícil porque um coletivo alcança ao longo do tempo uma forma específica de investigar, trazendo consigo uma cegueira para formas alternativas de observação e conceituação. A mudança foi especialmente possível quando membros de dois coletivos de pensamento se reuniram e cooperaram na observação, formulação de hipóteses e ideias. Ele defendia fortemente a epistemologia comparada. Ele também observa algumas características da cultura das ciências naturais modernas que reconhecem a provisoriedade e a evolução do conhecimento ao longo do valor da busca de resistências passivas.  Essa abordagem antecipou desenvolvimentos posteriores no construcionismo social e, especialmente, o desenvolvimento de estudos críticos de ciência e tecnologia.

## Principais publicações
- On the crisis of ‘reality’ [1929]. Cognition and fact. Springer, Dordrecht, 1986. 47-57.
- The Genesis and Development of a Scientific Fact (editado por T.J. Trenn e R.K. Merton,com prefácio de Thomas Kuhn). Chicago: University of Chicago Press, 1979. Esta é a primeira tradução para inglês do seu livro Entstehung und Entwicklung einer wissenschaftlichen Tatsache. Einführung in die Lehre vom Denkstil und Denkkollektiv. Basel: Schwabe und Co., Verlagsbuchhandlung, 1935.
- Gênese e desenvolvimento de um fato científico (Prefácio Mauro L. Condé. Trad. George Otte e Mariana Oliveira). Belo Horizonte: Fabrefactum, 2010. Esta é a tradução para português de Entstehung und Entwicklung einer wissenschaftlichen Tatsache. Einführung in die Lehre vom Denkstil und Denkkollektiv.
- Denkstile und Tatsachen. Gesammelte Schriften und Zeugnisse. Hrsg. v. Sylwia Werner, Claus Zittel, Frankfurt am Main 2011